# Бережная, Алина Вячеславовна
Алина Вячеславовна Бережная (укр. Аліна В'ячеславівна Бережна, ранее под фамилией Стадник, урождённая Махиня; 3 января 1991, Чита) — украинская спортсменка, борец вольного стиля. Чемпионка мира 2013 года. Призёр чемпионата мира 2019 года. Двукратная чемпионка Европы 2013 и 2019 годов.

## Биография
Алина Махиня родилась 5 января 1991 года в Чите. В 1994 года семья переехала на Украину.
На предолимпийском чемпионате планеты в Казахстане в 2019 году в весовой категории до 72 кг, Алина завоевала серебряную медаль.
В феврале 2020 года на чемпионате континента в итальянской столице, в весовой категории до 72 кг Алина в схватке за бронзовую медаль поборола спортсменку из Турции Мерве Пул и завоевала бронзовую медаль чемпионата Европы.
На чемпионате Европы 2021 года, который проходил в апреле в Варшаве, в весовой категории до 68 кг, украинская спортсменка завоевала бронзовую медаль.